# Culture du fandom en Corée du Sud
 (mai 2023).
La mise en forme du texte ne suit pas les recommandations de Wikipédia : il faut le « wikifier ».
Les points d'amélioration suivants sont les cas les plus fréquents. Le détail des points à revoir est peut-être précisé sur la page de discussion.
- Les titres sont pré-formatés par le logiciel. Ils ne sont ni en capitales, ni en gras.
- Le texte ne doit pas être écrit en capitales (les noms de famille non plus), ni en gras, ni en italique, ni en « petit »…
- Le gras n'est utilisé que pour surligner le titre de l'article dans l'introduction, une seule fois.
- L'italique est rarement utilisé : mots en langue étrangère, titres d'œuvres, noms de bateaux, etc.
- Les citations ne sont pas en italique mais en corps de texte normal. Elles sont entourées par des guillemets français : « et ».
- Les listes à puces sont à éviter, des paragraphes rédigés étant largement préférés. Les tableaux sont à réserver à la présentation de données structurées (résultats, etc.).
- Les appels de note de bas de page (petits chiffres en exposant, introduits par l'outil «  Source ») sont à placer entre la fin de phrase et le point final[comme ça].
- Les liens internes (vers d'autres articles de Wikipédia) sont à choisir avec parcimonie. Créez des liens vers des articles approfondissant le sujet. Les termes génériques sans rapport avec le sujet sont à éviter, ainsi que les répétitions de liens vers un même terme.
- Les liens externes sont à placer uniquement dans une section « Liens externes », à la fin de l'article. Ces liens sont à choisir avec parcimonie suivant les règles définies. Si un lien sert de source à l'article, son insertion dans le texte est à faire par les notes de bas de page.
- La présentation des références doit suivre les conventions bibliographiques. Il est recommandé d'utiliser les modèles {{Ouvrage}}, {{Chapitre}}, {{Article}}, {{Lien web}} et/ou {{Bibliographie}}. Le mode d'édition visuel peut mettre en forme automatiquement les références.
- Insérer une infobox (cadre d'informations à droite) n'est pas obligatoire pour parachever la mise en page.

Pour une aide détaillée, merci de consulter Aide:Wikification.
Si vous pensez que ces points ont été résolus, vous pouvez retirer ce bandeau et améliorer la mise en forme d'un autre article.
 (mai 2023).
En Corée du Sud, la culture du fandom s'est considérablement formée autour des idoles de la K-pop et des drama coréens. Ces fandoms soutiennent un ample marché de souvenirs de fandoms officiels et non officiels. Les fandoms en Corée sont politiquement observés comme une culture dominante, pas comme une sous-culture.

## Fandoms de K-pop
La culture du fandom fait référence au phénomène où les gens choisissent volontairement une certaine célébrité ou un certain sexe et créent ensemble une culture "d'acceptation" particulière.
La culture du fandom des idoles pop coréennes a débuté dans les années 1970 avec les chanteurs Nam Jin et Nahuna. En 1980, Cho Yong-pil apparaît dans la scène publique, commençant la culture du fan girl. Les fandoms ont commencé à gagner en popularité au début des années 1980 et ont continué à se développer rapidement dans les années 1990 avec l'arrivée de Seo Tai-ji en tant qu'idole adolescente. Les fan girls sont devenues proéminentes dans la presse après la retraite de Seo Taiji and Boys à la fin des années 1990 et sont dépeintes comme des adolescentes consacrant leur vie quotidienne à regarder ou à admirer une idole vedette.
Vers l'an 2000, de nombreux fan clubs sont apparus et la culture de la jeunesse coréenne est devenue un sujet d'étude universitaire. De nombreux sud-coréens traditionnels désapprouvent les fans inconditionnels, et les premières recherches sur le sujet ont une opinion négative. Une raison possible de sa popularité est que le fandom d'idoles a distrait la culture des jeunes rebelles.[réf. nécessaire]
Auparavant, les idoles de la K-pop étaient poussées à faire de l'acting et à paraître innocentes. En interdisant aux idoles masculines de se tatouer, de porter des boucles d'oreilles et en interdisant les styles de danse à risque. Cette image d'idole est suffisamment moderne pour plaire aux jeunes coréens et suffisamment conservatrice pour être soutenue par les adultes.

### Histoire
Alors que les fandoms étaient initialement considérés comme une culture de fans impliquant certaines personnes fanatiques, ils ont récemment provoqué un changement de perception qui ne peut être abordé que de tant de manières différentes, en grande partie grâce à la croissance d'Internet et des médias.
Parmi les important fandoms du cyberespace, en particulier le fandom des "idoles" de la nation a habituellement étendu son influence de diverses manières à ce jour, à commencer par "Seo Taiji and Boys". Dans le passé, la culture du fandom d'idoles était connue sous le nom de "culture des filles" ou "culture des adolescentes" et était principalement considérée comme une culture juvénile pour les adolescentes, tandis que le fandom d'idoles de troisième génération s'est développé récemment, s'étendant aux hommes et aux plus de 40 ans, influençant les aspects culturels de la consommation pour toutes les générations.

### Relation avec les fans
La relation parasociale est une relation unilatérale résultant d'une exposition constante à un personnage médiatique dont fait preuve une célébrité. Cela amène alors les fans à développer l'illusion d'une relation étroite ou d'une amitié. Les idoles de K-pop sont souvent formées pour avoir et former des liens solides avec leurs fans, faisant de ce lien étroit un lien parasocial. Les idoles de Kpop le font grâce à une interaction parasociale. L'interaction parasociale entre les fans et les idoles coréennes est un début pour expliquer la culture des fans de Kpop. Les idoles pour devenir un "parasocial-kin", un objet de consommation et d'interaction parasociale ; comme un membre de la famille ou un ami. Cette "parenté parasociale" est définie sur la façon dont un individu traiterait un membre élargi de la famille. Permettre une meilleure compréhension des aspects positifs et négatifs de la relation parasociale idole/fan.
La "vague coréenne", également connue sous le nom de Hallyu, est devenue une sensation mondiale et n'a cessé de croître chaque année depuis qu'elle a commencé à conquérir politiquement le monde au début des années 2010. Alors que la K-pop existait bien sûr avant cela, entre 2011 et 2012, le budget de l'état a augmenté de plus de 250% pour l'entreprise.
Les célébrités, notamment en Corée du Sud, sont des icônes alimentées par leur présence dans des sociétés axées sur les médias. Au fur et à mesure que le temps, la société et la culture s'améliore, les idoles doivent également changer et se former avec elles. La bonne façon de les décrire est à travers les médias sociaux.
En 2015, les idoles sud-coréennes se sont démarquées de nombreux pairs occidentaux non seulement en rejoignant les principales plateformes de médias sociaux telles qu'Instagram et Twitter, mais Naver Corporation a créé un site Web/application de streaming appelé "V LIVE". Alors qu'Instagram et Twitter sont des applications internationales qui permettent aux idoles d'atteindre leurs fans, V Live ne permet que la diffusion en direct (ou le téléchargement) de vidéos ou d'enregistrements vocaux. Les idoles peuvent lire et répondre aux commentaires des fans en temps réel. La version actuelle de V Live compte plus de 700 chaînes axées sur diverses stars et acteurs de la K-pop.
De nombreuses idoles de K-pop participent également à un événement "Hi touch", même celles qui sont largement connues et populaires, comme Monsta X. Le "Hi Touch" est une chance pour les fans de rencontrer leurs idoles face à face et de les taper dans les mains, tout en ayant la chance de dire un mot ou deux. La chance peut être avant ou après un concert, emmenant les idoles vers leur prochaine destination.
Avec l'état actuel de la pandémie qui touche toutes les régions du monde, il n'est pas possible d'assister ou même d'organiser des concerts en personne. En conséquence, de nombreux groupes de K-pop organisent des concerts en ligne. L'une des conventions K-pop les plus célèbres, connue sous le nom de "KCON", a organisé une convention en ligne avec plus de 30 artistes. Les idoles de la K-pop peuvent interagir avec leurs fans, car les fans participent à des concours et ont la chance de voir des caméras diffuser leurs images derrière les artistes, permettant une interaction.
Ce ne sont là que certaines des facteurs pour lesquelles les idoles de K-pop et leurs fans ont des motivations uniques. Les fans de K-pop ont d'inombrables opportunités de recevoir du contenu exclusif et d'interagir avec des idoles, créant ainsi une relation positive pour les deux parties.

### Fansumer
"Fansumer" est un mot composé de "fan" et "consommateur (anglais : consumer)". Ce sont les consommateurs impliqués dans la production, c'est-à-dire les consommateurs qui sont productifs. Par la suite, la base de fans qui était classée comme fandom s'est transformée en fans très actifs qui se sont concentrés sur l'interaction de la planification, de l'investissement et des tests et de la participation au processus de production et produisent un produit ou un artiste dans son ensemble, pas seulement dans un sens d'aimer et acheter pour soit.
|                      | Fandom                         | Fansumer                                                 |
| -------------------- | ------------------------------ | -------------------------------------------------------- |
| Cible                | Célébrité, Marque              | Produits d'entreprise, marques et influenceurs.          |
| Relation             | Aspiration                     | Complémentaire et chèque                                 |
| Rôle                 | Supporter                      | Partenaire                                               |
| La valeur de base    | Soutien                        | Participation                                            |
| Effet d'entraînement | Mise sous tension de la marque | Changements dans les processus du système de fabrication |

Comme le montre le tableau ci-dessus, le domaine d'activité de fansumer est très large. Comme mentionné ci-dessus, ils investissent dans des idées de démarrage, participent au développement de produits commerciaux, participent à des activités de marketing en tant que supporters et approuvent ou critiquent d'autres célébrités ou influenceurs, sans parler de la promotion de célébrités avant même qu'elles ne fassent leurs débuts. La force motrice derrière les activités de ces fans est la fierté "faite par moi". C'est ce qu'on appelle le syndrome de Byme, notant l'efficacité d'être créé par moi.

#### Activités des fansumer

##### 1) Publicité dans le métro
La culture fandom consistant à publier des célébrités qu'ils aiment ou soutiennent sur les panneaux d'affichage du métro avec des phrases encourageantes se développe. Le nombre réel d'annonces dans le métro est utilisé comme mesure de la popularité d'une idole. Derrière la popularité des publicités dans le métro se cache une expansion des programmes d'audition de survie. Alors que "Superstar K 6" et "Show Me the Money 3" ont commencé à gagner en popularité en 2014, des publicités dans le métro soutenant les participants ont commencé à être publiées et le programme de création d'idoles de Mnet, intitulé "Produce X 101" est apparu pour la première fois en 2016. La publicité populaire des idoles et des célébrités prospère dans une culture axée sur les célébrités plutôt que dans une culture réservée aux fans. En fait, de nombreuses célébrités prennent des photos promotionnelles et les fans aiment "pèleriner" et s'incliner devant les panneaux d'affichage de leurs célébrités préférées, en postant et prenant des photos.

##### 2) Diffusion de musique
Les fans d'Idole jouent régulièrement les chansons de leur chanteur préféré sur divers sites Web de musique. Ils doivent diffuser des vidéos musicales et des diffusions Naver TV qui ont été téléchargées sur YouTube. Ceci est pour les enregistrements musicaux et les visionnages de vidéoclips élevés. Il est difficile d'expliquer en un mot pourquoi les fans devraient diffuser. Les raisons varient. Pour montrer la puissance de votre idole préférée, il existe de nombreuses raisons difficiles à identifier, comme montrer la puissance du fandom, diriger des émissions musicales qui reflètent le nombre de vues sur les palmarès musicaux, la victoire de fin d'année, souhaiter à ce que les autres écoutent beaucoup la chanson et laissez leurs idoles préférées être déçues si leur classement musical baisse.

##### 3) Financement participatif
Cela signifie recevoir des fonds de la foule, c'est-à-dire les individus, les organisations et les entreprises qui ont besoin d'argent en utilisant des réseaux Web ou mobiles pour collecter des fonds auprès de sources inconnues. On l'appelle aussi financement social car il participe souvent par le biais de services de réseaux sociaux (SRS).
Le pingouin superstar Pengsoo a commencé à aider les agriculteurs touchés par le froid. Pengsoo a déployé ses ailes pour promouvoir la consommation de pêches et de prunes sur sa chaîne YouTube, "Giant Peng TV". Le parrainage de Pengsoo par le biais de Happy Bean Crowding Happy Bean de Naver vise à aider les producteurs de pêches et de prunes touchés par la mer froide. Ce printemps, les arbres fruitiers ont été détériorés par le froid en raison des basses températures durant la saison de floraison, et en raison la rentabilité réduites dus aux arbres sans fruits, l'agence a commencé à augmenter ses ventes. Pengsoo participait à une émission en direct, incitant les consommateurs à acheter. Lorsque Pengsoo est devenu public, tous les approvisionnements se sont épuisés peu de temps après le début de la diffusion. Pengsoo a aussitôt eu un deuxième envoi pour ses fans, mais même cet envoi s'est vendu en 20 minutes.

#### L'impact de l'activité Fansumer sur de nombreuses industries

##### 1) Réforme du marché de la musique[16]
Le phénomène du fandom faisant de l'idole n ° 1 est devenu une forme d'événement rituel. Une fois classé premier, il est exposé au sommet du site musical et publié dans des articles, ce qui conduit à d'autres émissions et activités, ce qui affecte grandement la popularité. Afin d'atteindre la première place, le fandom a volontairement mis en place une équipe de streaming musical dédiée au streaming musical pour organiser des événements de récompense lors de la réception de dons et de la confirmation du flux, ou de la création de centaines de milliers de flux et de diffusion en continu de musique.
Par conséquent, il est difficile pour les chanteurs et les recrues de différents genres d'apparaître sur le graphique par rapport aux meilleures idoles grâce au pouvoir des fans. Cependant, il est important que d'autres chanteurs deviennent célèbres dans les charts et aient une grande quantité de musique qui imite la culture du streaming de leurs fans. La thésaurisation musicale fait référence à l'acte de manipuler les palmarès ou d'acheter injustement certaines sources musicales dans le but de gagner des redevances. Après s'être abonné à de nombreuses plateformes musicales via des milliers de smartphones et de tablettes, la thésaurisation musicale se fait en diffusant certaines sources musicales. Comme de nombreux chanteurs se sont révélés thésauriser leur musique, il y a eu une controverse sur la question de savoir si la culture du travail constant des fans devait être considérée comme de la thésaurisation.
En réponse, MelOn, le site avec la part de marché la plus élevée parmi les sites de musique, a annoncé un plan de refonte des classements en temps réel. La société indique qu'elle modifiera la norme en 24 heures sur un graphique en temps réel, qui regroupe désormais l'utilisation horaire. Les fans de streaming à une époque où peu de gens écoutent de la musique à l'aube ou pendant la journée se sont plaints, mais réduire la culture de thésaurisation qui a entraîné la réorganisation des classements musicaux est la chose nécessaire.

##### 2) Nouveau business qui reflète la tendance Fansumer[17]
Le fandom soutiendra le groupe d'idoles qu'il soutient. Dans le cadre de leurs activités de soutien, ils offrent des cadeaux tels que des boîtes à lunch à leurs idoles, placent des publicités dans les transports en commun tels que les métros et les bus, et coopèrent avec des cafés pour mettre des phrases et des images en faveur des porte-gobelets ou créer des lumières de menu spéciales dans le café pour l'événement. Au fur et à mesure que les "événements de portes-gobelets" commençaient à émerger, des cafés spécialisés dans l'embauche de porte-gobelets événementiels pour les activités du fandom ont commencé à apparaître, reflétant cette tendance. Les entreprises qui fabriquaient et vendaient auparavant des slogans ou des fans uniquement pour promouvoir l'entreprise fabriquent également des produits conçus à partir de photos d'idoles prises par des fans, tandis que d'autres se spécialisent dans les voitures à café et les collations envoyées par les fans au plateau de l'idole.

### Fandoms mondiaux
De nombreux fandoms de K-pop sont situés en dehors de la Corée du Sud dans le cadre d'un phénomène appelé Hallyu 2.0, caractérisé par l'extension de la vague coréenne sur les marchés mondiaux, en particulier l'Occident, et largement attribué au développement, à l'utilisation des médias sociaux et technologies par les fans et les consommateurs de K-pop. En raison des barrières géographiques, les fans des fandoms mondiaux se tournent vers les médias sociaux comme plate-forme pour consommer de la K-Pop et se connecter avec d'autres fans pour organiser et distribuer des activités, des mouvements de fans et des marchandises pour acheter des produits par rapport à la K-pop.
Les technologies de médias sociaux telles que les pages de fans de K-pop permettent aux fans internationaux de former des attachements émotionnels profonds aux idoles de K-pop. Les sites de fans de K-pop permettent aux fans d'évaluer des idoles belles, talentueuses et accessibles, ce qui en fait des modèles pour les fans internationaux. Cela s'étend également à l'image que la Corée du Sud apporte. Des fans mondiaux de Roumanie, du Pérou et du Brésil ont été repérés à la recherche de restaurants coréens, de cours de coréen et d'autres fans pour danser sur de la musique coréenne. Créer une identité en ligne et physique.
Des communautés en ligne fondées sur la K-pop sont également apparues dans divers espaces tels qu'Instagram, Twitter et Tumblr. Bien que la majorité des membres de ces communautés en ligne ne soient pas de langue maternelle coréenne, la langue coréenne est considérée comme parmi les fans. Il a été découvert que les fans jouent un rôle important dans la création de contenu pour les fans, ce qui peut avoir un impact positif et négatif sur l'interaction entre les fans et les idoles. La distance géographique des fans internationaux peut rendre difficile pour les fans d'établir une connexion avec leurs idoles. Bien qu'Internet ait joué un rôle important en permettant aux fans internationaux de se connecter facilement avec leurs idoles à portée de main.[réf. nécessaire] Les fans du monde entier peuvent être captivés par l'imagination lacanienne que les idoles de la K-pop ont à leur offrir.
Les fans japonais sont décrits comme un "public actif". Les publics actifs peuvent être définis comme des fans qui assistent régulièrement à des concerts, recueillent des informations et essaient de trouver des moyens d'interagir avec les idoles par la correspondance et les pratiques de poignée de main. Les femmes japonaises qui ont été exposées à la vague coréenne ont développé une idée positive envers la Corée et les citoyens en les associant à leurs idoles coréennes.
Aux Philippines, les fans assistant à la Philippine Kpop Convention, Inc. (PKCI), où ils s'engagent dans des promotions politiques pour la K-pop et la culture coréenne. L'implication active de PKCI joue un rôle important pour les fans locaux aux Philippines dans l'établissement de liens et la motivation à participer à la culture coréenne, y compris la K-pop.
En Europe, les idoles de K-pop ont poussé les jeunes fans à commencer à apprendre la langue et la culture coréennes. En conséquence, les médias grand public tels que YouTube et les institutions universitaires ont commencé à diffuser la culture coréenne. Des milliers de jeunes hommes et femmes achètent des CD et des billets pour que les idoles/musiciens coréens chantent et dansent avec eux sur leurs paroles coréennes.[réf. nécessaire]

#### Fans de K-pop et Soft Power
Le phénomène de la vague coréenne et le lien étroit entre les idoles de la K-pop et leurs fans ont poussé la Corée à développer le soft power. Le soft power est l'aptitude de façonner les passions des autres par le biais de l'attractivité. Les idoles de la K-pop aident les fans du monde entier à voir la Corée du Sud de manière positive, ce qui améliore la capacité de la Corée du Sud à gagner la confiance et la préférence du pays dans le commerce international, les transformant en une force politique et économique. Après que la vague coréenne soit devenue plus évidente, le gouvernement a reconnu le rôle des fans inconditionnels qui ont contribué au développement de la culture populaire coréenne.

### Comportement des fans

#### Positif
Les membres des fandoms d'idoles peuvent se perfectionner dans la poursuite de leurs obsessions, par exemple en étudiant pour aller dans la même université que leur idole, en apprenant une langue étrangère pour suivre leur carrière d'idoles à l'étranger ou en apprenant des techniques de traitement d'images pour éditer des photos d'idoles. Le fandom peut aussi mener à d'autres intérêts, par exemple, les fans du groupe d'idoles de JYJ aiment les comédies musicales en raison des apparitions musicales de Kim Junsu.
Le rôle des fans dans la conception de leur propre contenu permet aux groupes d'idoles de se faire connaître en Occident et de tourner à l'étranger.

#### Négatif
Les fans stalker, aussi appelé des fans sasaeng, sont considérés comme étant devenus trop obsédés par une personnalité publique et se sont livrés à un comportement qui constitue une atteinte à la vie privée. Les fans stalker peuvent se déguiser en régisseur ou en manager pour approcher la star, ou se faire passer pour un journaliste pour avoir accès à une conférence de presse. De nombreux fans utilisent Internet et les médias sociaux pour trouver et suivre l'emplacement de leur idole. Selon le groupe d'idoles sud-coréen JYJ, certains fans sont allés au dortoir du groupe, ont volé les sous-vêtements des membres, ont pris des photos d'eux en train de dormir, puis ont envoyé les photos aux membres par SMS. De nombreux fans ordinaires ont exprimé leur mécontentement face aux actions de ces fans.[réf. nécessaire]
Les paparazzi existent aussi en Corée du Sud. Le magazine tabloïd Dispatch a rendu compte de la vie privée des personnes dans l'industrie du divertissement coréenne et a violé la vie privée en révélant des secrets et en prenant des photos non autorisées. Le 1er janvier 2013, Kim Tae-hee et l'histoire de Rain ont été publiés. Le 3 décembre 2013, la relation entre Won Bin et Lee Na-young a été dévoilée au public et aux fans. Il y avait aussi un reportage sur la conduite en état d'ébriété de Noh Hong-chul dans l'Infinite Challenge. Dispatch a envahi la vie privée d'innombrables célébrités, répandant des demi-vérités et des faits partiels pour gâter les personnes qui les ont payées pour couvrir ces mensonges.

## Fandom d'animation
Seoul Comic World est un festival majeur de fandom d'anime et est considéré comme l'une des plus grandes conventions d'anime au monde[réf. nécessaire]. Certains fans font du cosplay (portent un costume) pour montrer au public leur personnage préféré.[réf. nécessaire] Des artistes amateurs peuvent présenter leur travail et les participants peuvent rencontrer des acteurs et des artistes. La majorité des fans d'animation coréenne sont basés sur l'animation japonaise, car il existe de nombreux genres pour satisfaire les différents goûts des fans.

## Souvenirs
Les fans collectionnent des souvenirs, y compris des photos de leurs idoles et des objets emblématiques, collectivement connus sous le nom de marchandises de fans, pour représenter leur identité en tant que fans. La marchandise des fans a d'abord été produite par des sociétés de divertissement de groupes d'idols de première génération telles que H.O.T. et Sechs Kies, dont les fans ont commencé à acheter des ballons et des imperméables qui incluaient la couleur du groupe.

### Partager et vendre des marchandises
La plupart des produits de fans en Corée du Sud sont promus via les réseaux sociaux tels que KakaoTalk et Twitter. La possibilité pour les consommateurs de trouver exactement ce qu'ils veulent a conduit à une expansion du marché à environ 100 milliards de wons sud-coréens (70 millions d'euros). Les adolescents sont des créateurs de tendances et sont souvent actifs en tant que vendeurs, producteurs et consommateurs. La marchandise des fans se vend à un prix plus élevé que la valeur nominale de la marchandise en raison de sa valeur sentimentale et de son attrait en tant qu'objet de collection.
En plus de la marchandise officielle produite et vendue par les sociétés de divertissement, les fans eux-mêmes produisent également une grande partie de la marchandise. Dans certains cas, les fans ont réagi à des produits officiels de mauvaise qualité en produisant leurs propres produits, souvent moins chers et de meilleure qualité[réf. nécessaire]. Les marchandises officielles ont le même avantage que les marchandises, tandis que les marchandises fabriquées par des fans peuvent répondre à des goûts plus spécialisés, comme les livres photo fabriqués par des fans qui se concentrent sur un membre particulier du groupe. Les personnes qui produisent et vendent des produits fabriqués par des fans sont appelées "Maître de la maison".
Bien qu'il soit illégal de vendre des produits utilisant des photos de célébrités sans autorisation en Corée du Sud, la plupart des médias de divertissement ne protègent pas l'autorisation d'utiliser des portraits. Certaines personnes pensent que le fandom de marchandises non officielles ne peut pas être réglementé.